# Kirkkotupien niitty
Kirkkotupien niitty este o arie protejată (arie specială de conservare — SAC, sit de importanță comunitară — SCI) din Finlanda întinsă pe o suprafață de 1,1 ha, integral pe uscat.

## Localizare
Centrul sitului Kirkkotupien niitty este situat la coordonatele 69°51′49″N 27°00′33″E / 69.8636°N 27.0092°E.

## Înființare
Situl Kirkkotupien niitty a fost declarat sit de importanță comunitară în mai 2002 pentru a proteja 1 specie de animale. Situl a fost protejat și ca arie specială de conservare în aprilie 2015.

## Biodiversitate
Situată în ecoregiunea alpină, aria protejată conține 2 habitate naturale: Pajiști uscate europene, Pajiști fino-scandinave uscate până la mezice, bogate în specii de altitudine mică.
La baza desemnării sitului se află o specie protejată de  nevertebrate: Erebia medusa polaris.
Pe lângă speciile protejate, pe teritoriul sitului au mai fost identificate 1 specie de plante.